# Notre Dame, Indiana
Notre Dame är en ort (CDP) i St. Joseph County, i delstaten Indiana, USA. Enligt United States Census Bureau har orten en folkmängd på 5 973 invånare (2010) och en landarea på 3,1 km².